# Porthecla dinus
Porthecla dinus is een vlinder uit de familie van de Lycaenidae. De wetenschappelijke naam van de soort werd als Thecla dinus in 1867 gepubliceerd door William Chapman Hewitson.